# Jem and the Holograms
Jem and the Holograms (kortweg Jem) is een Amerikaanse animatieserie van Hasbro in samenwerking met Marvel Comics en Sunbow Productions. De serie gaat over twee bands die de strijd tussen goed (Jem & the Holograms) en kwaad (The Misfits) uitvechten. Christy Marx, die eerder had meegeschreven aan G.I. Joe en Transformers, is de bedenker. De tekeningen komen grotendeels uit de Japanse Toei Doga-studio. 
Van de serie werden drie seizoenen gemaakt met in totaal 65 afleveringen; de eerste aflevering werd 6 oktober 1985 uitgezonden, de laatste op 2 mei 1988. In Nederland waren de eerste twee seizoenen tussen 1986 en 1989 te zien bij de VARA. 

## Achtergrond

### De bands
- Jem en de Holograms bestaan uit de zussen Jerrica (leadzang) en Kimber Benton (teksten, keyboards) en hun geadopteerde pleegzussen; de Aziatisch-Amerikaanse Aja Leith (gitaar) en de Afro-Amerikaanse Shana Elmsford (elektronische drums, kostuumontwerp).

- De Misfits bestaan uit de verveelde rijkeluisdochter Phyllis Pizzazz Gabor (leadzang, gitaar), de bloedserieuze Roxanne Roxy Pelligrini (gitaar) en de schuchtere Mary Stormer Burns (synthesizergitaar).

### Samenvatting
- Seizoen 1: Jerrica verliest haar vader en erft diens platenlabel Starlight waarvan Eric Raymond mede-eigenaar is. Eric wil echter volledige zeggenschap over Starlight om zo de Misfits te kunnen promoten. Jerrica heeft ook een holografische computer (Synergy) geërfd waarmee ze in Jem kan veranderen en doet Eric een voorstel; de Holograms en de Misfits doen mee aan een bandwedstrijd, de winnaar krijgt het label plus een filmcontract en de villa die regisseur Howard Sands ter beschikking heeft gesteld. Dit wordt het tijdelijke onderkomen van Jerrica's twaalf weesmeisjes nadat een handlanger van Raymond (per ongeluk) hun huis in brand heeft gestoken. Wanneer de Holograms in Parijs een videoclip opnemen voor hun single Twilight in Paris wordt Kimber stikjaloers dat haar zus alle aandacht opeist en bij terugkeer in Amerika dreigt ze de band te verlaten; de anderen weten dat nog net te voorkomen door op haar favoriete radiozender uit te leggen hoeveel ze voor de Holograms betekent. Ashley, een van de weesmeisjes, heeft ruzie met Jerrica en loopt regelrecht in de armen van de Misfits. Die hebben echter niet het beste met haar voor, want op de dag van de bandwedstrijd wordt Ashley door Eric gegijzeld. De Holograms slagen er nog net in om haar te redden en de wedstrijd te winnen. De opnamen voor de beloofde speelfilm worden echter gedwarsboomd doordat Eric dankzij de vader van Pizzazz de studio in handen krijgt en het scenario herschrijft in het voordeel van de Misfits. Uiteindelijk zijn de Holograms het gedrag van hun rivalen spuugzat en verlaten ze de filmset. Maar als Jerrica te horen krijgt dat het weesmeisje Ba Nee een oogoperatie van twee-en-een-halve ton moet ondergaan om blindheid te voorkomen besluiten de Holograms om alsnog de opnamen af te maken; ze moeten wel aangezien Eric de bankrekening van Starlight heeft geplunderd om de film te kunnen betalen. Het veeleisende gedrag van de Misfits straft zichzelf doordat de crewleden een voor een opstappen; de Holograms, ook definitief opgestapt nadat Kimber bijna was gedood tijdens een gesaboteerde brommerscene, maken een nieuwe film (Starbright) die een kaskraker wordt en dus genoeg geld oplevert voor de operatie van Ba Nee. In de aanloop naar de verschijning van hun debuutalbum (waarvan Eric de mastertapes laat stelen) spelen de Holograms op  liefdadigheidsevenementen, iets wat ze veel belangrijker vinden dan van de Misfits verliezen bij een prijzenevenement. Ook organiseren ze een eigen benefietconcert waarvoor ze sterren weten te strikken die veel weg hebben van Tina Turner (moeder van een Michael Jackson-achtige zoon), Cyndi Lauper (in de val gelokt door de Misfits) en Bruce Springsteen (wiens drummer Randy James niet de vader van Ba Nee is). In de laatste aflevering van het eerste seizoen houdt Diskovery Records een wedstrijd waarbij de winnaar een gouden plaat en een nieuwe auto krijgt; het is lang stil geweest rond de Holograms en Jerrica ziet het dan ook niet zitten om in alle haast een nieuw album op te nemen totdat ze Eric hoort zeggen dat zij Jems carrière heeft verwoest. De Holograms komen nog net op tijd om mee te doen en gebruiken hun prijzen als thema voor de nieuwe plaat en het bijbehorende image: Glitter and Gold.

- Seizoen 2: Shana verlaat de Holograms voor een baan als modeontwerpster. De anderen zoeken op televisie naar een nieuwe drummer; de Misfits gebruiken datzelfde idee en rekruteren op die manier de Britse saxofoniste Sheila Jetta Burns. In het programma van de Holograms gaan de verlegen latina Carmen Raya Alonzo en de enthousiaste Craig Philips (broer van Stormer) door naar de finale. Raya ontdekt bij toeval het geheim van Jem; Eric probeert haar om te kopen maar het antwoord is en blijft nee, zelfs nadat Jetta de boel heeft laten plunderen bij de vader van Raya. Ook Craig doet een duit in het zakje; hij eist dat Eric de schade vergoed en dat Pizzazz en Roxy terugkomen op hun dreigement om Stormer uit de band te zetten. Raya wordt de nieuwe drumster van de Holograms en Shana keert terug als basgitariste. Neemt niet weg dat zowel Kimber als Stormer zich ondergewaardeerd voelen; ze besluiten om samen verder te gaan en nemen een album op. Eric toont belangstelling maar is er enkel op uit om zijn aandeel in Starlight terug te krijgen. Behalve met de Holograms blijkt Kimber ook een moeizame relatie met haar vader te hebben gehad; via een teruggevonden dagboek komen de bandleden het een en ander te weten over de eerste ontmoeting tussen Emmett en Jacqui Benton, de oprichting van Starlight en de ontstaansgeschiedenis. Ook blijkt Jacqui haar laatste concert te hebben opgenomen voordat ze in de jaren 70 bij een vliegongeluk om het leven kwam. En laat die unieke opname nou net in het bezit zijn van Eric. Aan het eind van het tweede seizoen wint Jem de Oscar voor beste actrice en raakt Kimber verwikkeld in een driehoeksverhouding.

- Seizoen 3: Eric is het kinderachtige gedrag van de Misfits spuugzat; hij verkoopt de hele boel om hun platenlabel over te nemen en een nieuwe band te contracteren. Het van oorsprong Duitse trio Stingers bestaat uit zanger-egoïst Rory Riot Llewyn, gitariste-oplichtster Phoebe Rapture Ashe en toetseniste-mannenverslindster Ingrid Minx Kruger. Om dat doel te bereiken verandert hij de naam van het label van Misfits Music in Stingers Sound. Jerrica heeft ook belangstelling maar Riot accepteert het aanbod alleen van Jem en probeert haar los te weken van Rio. Tijdens een concertbezoek aan Griekenland krijgt Jerrica ruzie met Rio en creëert ze op advies van een orakel een nieuw alter ego; Jamie. Rio wordt verliefd op Jamie waardoor Jerrica de conclusie trekt dat hij nooit van haar heeft gehouden. Ondertussen herstelt Riot de moeizame relatie met zijn vader en besluit Minx haar leven te beteren na een bijna-dood ervaring. In de laatste afleveringen dreigen de Holograms hun platenlabel en het tehuis aan Pizzazz te verliezen wanneer een overstresste Jem er met Riot tussenuit gaat. Maar dan gebeurt het ondenkbare; de bands sluiten vrede en organiseren een afscheidsfeest voor Ba Nee die weer bij haar vader, een Vietnamveteraan die jarenlang aan geheugenverlies leed, gaat wonen.

## Filmbewerking
In 2015 verscheen een verfilming van Jem and the Holograms; deze was losjes gebaseerd op de serie en speelde zich af in het tijdperk van sociale media. Ook was Eric Raymond nu een vrouw en Rio haar zoon. De Misfits kwamen enkel in beeld halverwege de aftiteling. De film was geen succes.